# Домнин Солунски
Домнин Солунски (III—IV век) је ранохришћански грчки светитељ и мученик који је страдао за време владавине римског цара Максимијана.
Рођен је у Солуну, Римско царство (данас Солун, Грчка).
За време Максимијанове владавине, Домнин је био ухапшен као хришћанин који је проповедао Јеванђеље. Био је мучен јер је одбио да принесе жртву идолима. Видевши непопустљивост светитеља, цар је наредио да га изведу из града и одсеку му ноге до колена. Седам дана касније, са крвавим ранама и без хране, светитељ је заблагодарио Богу, кога је заволео душом својом, свршио мучеништво и упокојио се.
Православна црква га прославља 14. октобар (1. октобар по Јулијанском календару).